# Сакаґуті Моено
Сакаґуті Моено (яп. 阪口 萌乃; нар. 4 червня 1992) — японська футболістка. Вона грала за збірну Японії.

## Клубна кар'єра
У 2013 році дебютувала в «Альбірекс Нііґата».

## Кар'єра в збірній
Дебютувала у збірній Японії 10 червня 2018 року в поєдинку проти Нової Зеландії. З 2018 рік зіграла 12 матчів та відзначилася 1-а голами в національній збірній.

## Статистика виступів
| Збірна Японії | Збірна Японії | Збірна Японії |
| Рік           | Матчі         | Голи          |
| ------------- | ------------- | ------------- |
| 2018          | 10            | 1             |
| 2019          | 2             | 0             |
| Загалом       | 12            | 1             |